# Adamclisi, Constanța
Adamclisi este satul de reședință al comunei cu același nume din județul Constanța, Dobrogea, România. La recensământul din 2002 avea o populație de 1186 locuitori.

## Etimologie
Numele Adamclisi (în grafii mai vechi Adamklissi sau Adam Klisi) este forma românizată a denumirii turcești Adam Kilisse (Casa lui Adam, interpretată ca fiind Biserica Omului). Turcii au considerat impunătorul monument roman Tropaeum Traiani drept biserică.